# Edith Kneifl

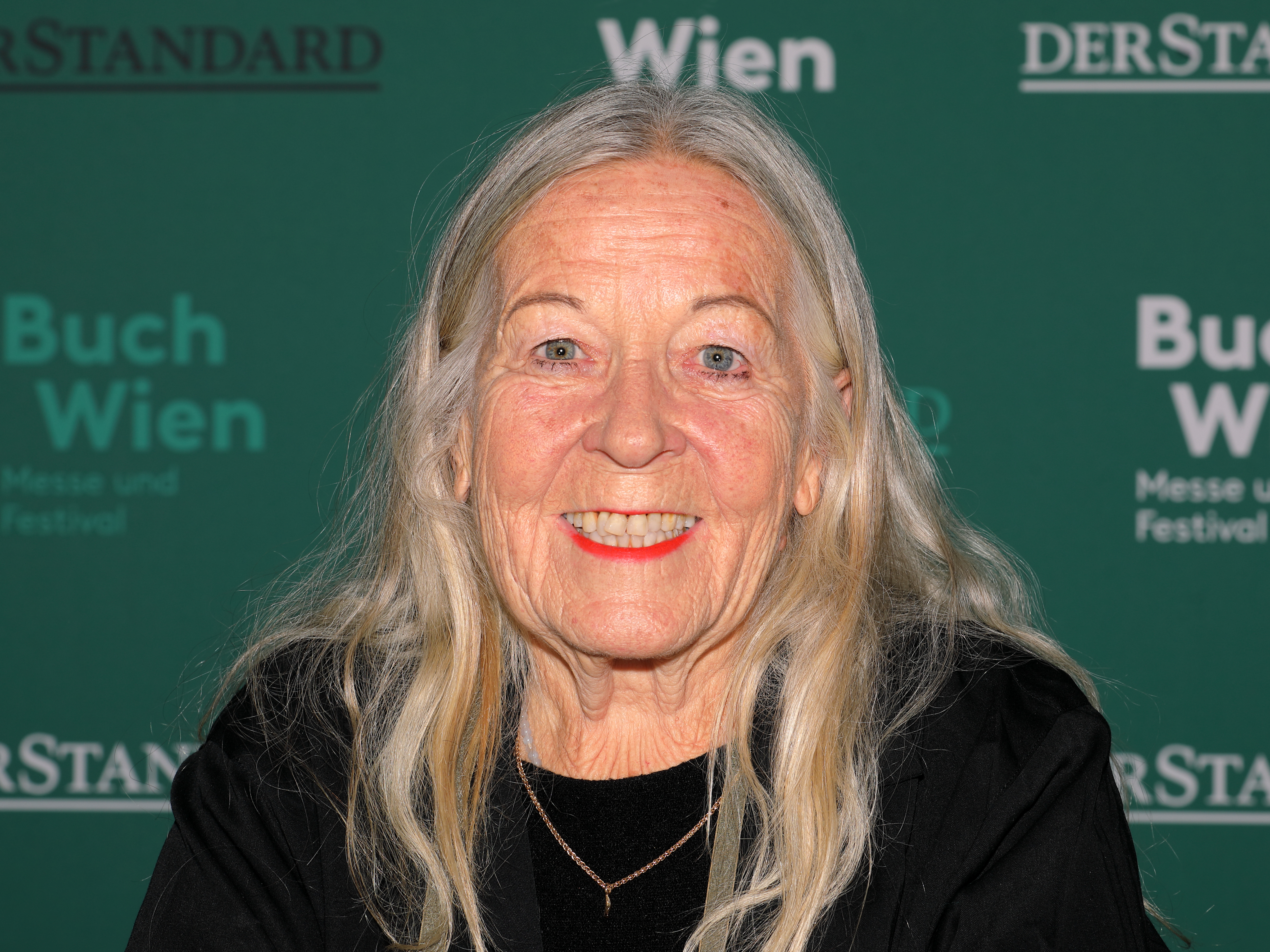
Edith Kneifl (2024)

Edith Kneifl (* 1. Jänner 1954 in Wels, Oberösterreich) ist eine österreichische Schriftstellerin. Sie ist eine der erfolgreichsten Krimi-Autorinnen Österreichs; ihre Romane wurden in mehrere Sprachen übersetzt.

## Leben
Edith Kneifl verbrachte Kindheit und Jugend in Lenzing an der Ager in Oberösterreich. Ihre Eltern waren Elisabeth Kneifl, in Essen unter dem Geburtsnamen Reddig geboren, und der österreichische Vater Rudolf Kneifl. Die Mutter war Volksschullehrerin, in den 1960er Jahren sozialistische Politikerin und danach Bibliothekarin. Vater Rudolf arbeitete als kaufmännischer Angestellter, später war er jahrelang sozialdemokratischer Bürgermeister in der Gemeinde Lenzing an der Ager.
Nach dem Besuch des Gymnasiums in Vöcklabruck studierte Edith Kneifl zwischen 1973 und 1980 an der Universität Wien Psychologie und Ethnologie, wo sie 1980 zum Dr. phil. promovierte. Anschließend arbeitete sie in der interministeriellen Arbeitsgruppe zur Behandlung frauenspezifischer Angelegenheiten im Bereich des Unterrichtswesens mit (1981/82). Daneben engagierte sie sich bis 1983 als Organisatorin bei „Künstler für den Frieden“ und war als Journalistin im österreichischen Dokumentations- und Informationszentrum tätig (1982–1984). 1986 ließ sie sich in Wien nieder und publizierte bis zu ihrem ersten großen Erfolg – dem Kriminalroman Zwischen zwei Nächten – Kurzgeschichten in Anthologien.
Bis zu ihrem 33. Lebensjahr war Edith Kneifl aktive Sportlerin. Sie spielte in der Österreichischen Staatsliga Tischtennis, war mehrfache Oberösterreichische Landesmeisterin und Mitglied des Österreichischen Nationalteams. Ihre Hobbys sind Lesen, Reisen und Segeln. Sie besitzt eine kleine Yacht Miss Marple (sic!), mit der sie häufiger in der Adria segelt. Edith Kneifl war in erster Ehe mit dem österreichischen Maler Rainer Wölzl verheiratet, ihr zweiter Ehemann war der Arzt Dr. Erwin Logar.
Nach längeren Auslandsaufenthalten in Griechenland und den USA lebt und arbeitet Edith Kneifl seit 2012 in Wien als Psychoanalytikerin und freie Autorin. Sie ist Mitglied der AIEP (Asociacion International de Escritores Policiacos), der Sisters in Crime und der Autorengruppe deutschsprachige Kriminalliteratur – Das Syndikat.

## Auszeichnungen
- 1988 Theodor-Körner-Preis für Literatur
- 1992 Friedrich-Glauser-Preis (als erste Autorin, Kategorie Bester Roman) für Zwischen zwei Nächten
- 2003 Romy (Kategorie Bester Fernsehfilm) für Taxi für eine Leiche nach ihrem Buch Ende der Vorstellung
- 2018 Glauser Ehrenpreis – Auszeichnung für besondere Verdienste

## Werke
Dr. Elena Agazzi, Professorin für deutsche Literatur am germanistischen Institut der Universität Bergamo, analysiert in einer wissenschaftlichen Betrachtung die Auffälligkeiten in Edith Kneifls Romanen und Stories:
- „...Später habe ich aus reinem Vergnügen alle Romane von Edith Kneifl gelesen und entdeckt, dass sich  in ihren Geschichten eigentlich kein Leitfaden ausmachen lässt, der das für sie Typische aufzeigen könnte, dass es sich aber dennoch bei ihr um einen unverwechselbaren Stil handelt. Michael Horvath[4] und andere Kritiker und Journalisten haben sie als eine österreichische Thrillerautorin von internationalem Format bezeichnet. Anders als bei den traditionellen Detektivgeschichten gibt es bei Edith Kneifl keine feste Hauptfigur und auch keine wiederkehrende Kulisse. Das wäre nicht weiter verwirrend, wenn man am Ende der Lektüre zumindest die Sicherheit hätte, das Böse aus dem eigenen Horizont vertrieben zu haben und auf eine bessere Welt in der Zukunft hoffen zu können. Der Ausgang von Kneifls Geschichten hinterlässt leider einen bitteren Nachgeschmack. 'Rache ohne Freude' könnte das Motto zu ihren Stories sein. ...“

- „...Das Problem der Hauptfiguren in Kneifls Geschichten: Sie sind Besserwisser, sie leiden unter einer sehr antiken Krankheit, die 'Hybris' heißt. Kneifl schildert sehr oft - wie z. B. im 1997 entstandenen Roman, 'Ende der Vorstellung' - die wackelige Psychologie emanzipierter Frauen, die glauben, sie könnten ohne jede andere Hilfe - inklusive jener der Polizei - die Wahrheit entdecken und alleine den Verbrecher strafen. ...“

- „...Es gibt … immer einen guten Grund zu töten und wenn gerade der unberechtigte Mord nicht nur ein Alibi für die Spurensucherei von jemand bildet - wie die Erwürgung Ginas in 'Triestiner Morgen' (1995) - bekommt man am Ende von Kneifls Erzählung überzeugend erklärt, warum es besser war, dass man das Opfer tot und nicht lebendig kennengelernt hat. ...“

- „...Kneifl sprengt mögliche Vorbilder der Tradition des Detektiv - Romans und der Krimigeschichte, indem sie ihre Leser nicht zu einer bürgerlichen Anerkennung der verdienstvollen Rolle der Polizei zwingt, ihnen aber auch nicht mit der Gefangennahme des Verbrechers eine Gratifikation gewähren will. Mir scheint vielmehr, dass bei Kneifl die Auseinandersetzung zwischen Männerwelt und Frauenwelt zentral bleibt, indem sie immer wieder den Männern vorwirft, im distanzierten Verhältnis zu Frauen ihr Leben fortzusetzen und sie meistens alleine zu lassen. ...“

- „...In Anlehnung an Hitchcocks Überlegungen zum Unterschied zwischen 'suspense' und 'surprise' - Effekte, lässt sich sagen, dass Kneifl immer vor der Bombe unter dem Tisch zweier Gesprächspartner warnt, bevor sie überhaupt zum Explodieren kommt; ein 'surprise' - Effekt wäre, einfach die Bombe explodieren zu lassen und erst dann die Toten zu zählen. ...“

### Kriminalromane
- 1991 Zwischen zwei Nächten. Wiener Frauenverlag, Wien
- 1993 In der Stille des Tages. Heyne, München
- 1995 Triestiner Morgen. Haffmans bei Heyne, München
- 1997 Ende der Vorstellung. Hoffmann und Campe, Hamburg
- 1999 Allein in der Nacht. Diana, München
- 2001 Auf den ersten Blick. Diana, München
- 2002 Pastete mit Hautgout.[5] Europa, Hamburg
- 2004 Kinder der Medusa. Ullstein, München
- 2007 Der Tod ist eine Wienerin. Edition Nautilus (Kaliber 64), Hamburg
- 2007 Geheimes Venedig.[6] Lichtblick, Salzburg
- 2008 Geheimes Salzburg.[6] Lichtblick, Salzburg
- 2008 Geheimes Florenz & Chianti Classico.[6] Lichtblick, Salzburg
- 2009 Glücklich, wer vergisst. Haymon, Innsbruck
- 2009 Schön tot. Haymon, Innsbruck
- 2011 Stadt der Schmerzen. Haymon, Innsbruck
- 2012 Der Tod fährt Riesenrad.[7] Haymon, Innsbruck
- 2012 Blutiger Sand. Haymon, Innsbruck
- 2013 Die Tote von Schönbrunn.[7] Haymon, Innsbruck
- 2014 Satans Braut (gemeinsam mit Stefan M. Gergely). Haymon, Innsbruck
- 2015 Totentanz im Stephansdom.[7] Haymon, Innsbruck
- 2016 Tot bist du mir lieber: die Drei vom Naschmarkt ermitteln. Haymon, Innsbruck, ISBN 978-3-7099-7256-4.
- 2017 Der Tod liebt die Oper. Haymon, Innsbruck, ISBN 978-3-7099-7879-5.
- 2018 Der Tod ist ein Wiener. Haymon, Innsbruck, ISBN 978-3-7099-7901-3.
- 2020 Wellengrab. Ein Griechenland-Krimi. Haymon, Innsbruck, ISBN 978-3-7099-7924-2.
- 2021 Dünenzorn. Ein Kanaren-Krimi.  Haymon, Innsbruck, ISBN 978-3-7099-7925-9.
- 2023 Klippensturz. Ein Istrien-Krimi. Haymon, Innsbruck, ISBN 978-3-7099-7926-6.
- 2024 Der Wolf auf meiner Couch. Ein Wien-Krimi. Haymon, Innsbruck, ISBN 978-3-7099-7958-7.

### Kettenromane
- 2000 Gipfeltreffen. Gemeinsam mit Doris Gercke, Ingrid Noll, Regula Venske, Frank Göhre, Gisbert Haefs, Karr & Wehner, Robert Hültner und Jürgen Alberts. Heyne, München
- 2005 Hotel Terminus. Gemeinsam mit Regula Venske, Silvia Kaffke, H. P. Karr, Ralf Kramp, Christine Lehmann, Birgit H. Hölscher, Horst Eckert, Roger M. Fiedler, Peter Zeindler, Jürgen Alberts und Walter Wehner. Aufbau, Berlin

### Krimianthologien
1. 2011 Tatort Kaffeehaus. Falter, Wien.
2. 2011 Tatort Beisl. Falter, Wien.
3. 2012 Tatort Prater. Falter, Wien.
4. 2012 Tatort Friedhof. Falter, Wien.
5. 2013 Tatort Würstelstand. Falter, Wien.
6. 2013 Tatort Rathaus. Falter, Wien.
7. 2014 Tatort Heuriger. Falter, Wien.
8. 2014 Tatort Schönbrunn. Falter, Wien.
9. 2015 Tatort Naschmarkt. Falter, Wien.
10. 2015 Tatort Burgtheater. Falter, Wien.
11. 2016 Tatort Hofburg. Falter, Wien.
12. 2016 Tatort Gemeindebau. Falter, Wien.
13. 2017 Tatort Hauptstadt. Falter, Wien.

### Frauenkrimianthologien
- 2004 Tatort Wien. Hrsg. Edith Kneifl. Milena, Wien
- 2006 Mörderisch unterwegs. Hrsg. Edith Kneifl. Milena, Wien
- 2008 Gnadenlos. (21 Storys). Milena, Wien

### Kriminalerzählungen
- 1987 Tschik. In: Im kleinen Kreis. Wiener Frauenverlag, Wien
- 1988 Das Haus am Fluß. In: Mordslust. Westarp, Essen
- 1992 Das blühende Leben. In: Mit Zorn, Charme & Methode. Fischer, Frankfurt/M.
- 1993 Schuhe von Valentino. In: Der Mörder bläst die Kerzen aus. Grafit, Dortmund
- 1993 Das letzte Abendmahl. In: Der Mörder ist immer der Gärtner. Grafit, Dortmund
- 1993 Alle Jahre wieder. In: Der Mörder packt die Rute aus. Grafit, Dortmund
- 1993 Digital. In: Der Riß im Himmel. Suhrkamp, Frankfurt/M.
- 1994 Maria Theresia – ein Stilleben. In: Da werden Weiber zu Hyänen. dtv, München
- 1994 Die Audienz. In: Mord vor Ort. Verlag für Gesellschaftskritik, Wien
- 1994 Eichenlaub. In:  Haffmans Krimi Jahresband 1994. Haffmans bei Heyne, München
- 1994 Felix. In: ...still und starr ruht der See. Fischer, Frankfurt/M.
- 1994 Plädoyer für Übergrößen.... In: Die Wahrheit über Dagobert. Argon, Berlin
- 1995 Die Audienz. In:  Haffmans Krimi Jahresband 1995. Haffmans bei Heyne, München
- 1995 Mutter Donau. In: Blut in der Bassena. dtv, München
- 1995 Nachtschwärmer. In: Süßer die Schüsse nie klingen. Heyne, München
- 1996 Belinda. In: Der Mörder würgt den Motor ab. Grafit, Dortmund
- 1996 Royal Hawaiian Motel. In: Haffmans Krimi Jahresband 1996. Haffmans bei Heyne, München
- 1996 Kurzes Gastspiel. In: Mord light. Berlin Verlag, Berlin
- 1997 Au revoir. In: Haffmans Krimi Jahresband 1997. Haffmans bei Heyne, München
- 1999 Siesta. In: Magie des Augenblicks. Heyne, München
- 1999 Die Geliebte. In: Wilde Weiber küssen besser. Knaur, München
- 1999 Gänsehäufl. In: Ferienlesebuch. Heyne, München
- 2000 Pizza Capricorno. In: Kaltblütige Steinböcke. Eichborn, Frankfurt/M.
- 2002 Kunststücke. In: Die 7 Todsünden. Heyne, München
- 2002 Der Leichenfischer von Rünthe. In: Mord am Hellweg. Grafit, Dortmund
- 2003 Straße der Männer. In: Mords-Lüste. Scherz, Frankfurt/M.
- 2003 Festmahl. In: Mordsjubiläum. Scherz, Frankfurt/M.
- 2003 Lasst uns froh und munter sein. In: Leise rieselt der Schnee.... Ullstein, München
- 2004 Festmahl. In: Tatort Wien. Milena, Wien
- 2004 Die schönen Toten von Kamen. In: Mehr Morde am Hellweg. Grafit, Dortmund
- 2005 Sankt Marx. In: Die Presse. Wien, 31. Dezember 2005
- 2006 Alte Liebe rostet nicht. In: Mörderisch unterwegs. Milena, Wien
- 2007 Grand Hotel. In: Hotels. Edition Aramo, Wien
- 2008 Mariahilf. Schöne Leich’ in Wien. Hrsg. Angela Esser. Grafit, Dortmund

### Erzählungen
- 1988 Eine Nacht in Paris. In: Orpheus würgt daran. Wiener Frauenverlag, Wien
- 1988 Game over. In: Domino mit Domina. Wiener Frauenverlag, Wien
- 1988 Vollmondnächte. In: Blass sei mein Gesicht. Wiener Frauenverlag, Wien
- 1990 Am Morgen danach. In: Drama Dreieck. Wiener Frauenverlag, Wien
- 1991 Frauenzimmer. In: Körperträume. Heyne, München
- 1995 Museum der Schatten. In: Ich + Ich sind zweierlei. Edition aha, Wien
- 2001 Teleworking. In: Macht Freiheit Staat. Bawag-Anthologie, Ueberreuter, Wien
- 2001 Asche der Erinnerung. In: Warum leben. Hrsg. Regula Venske. Scherz, Bern u. a.
- 2005 Jubiläums-Spar-Menu. In: Fest Essen. Milena, Wien
- 2007 Die lange Nacht der Schuhe. In: Schuhe. Hrsg. Sylvia Treudl. Edition Aramo, Wien

### Essays/Aufsätze
- 1996 Detektive der Seele. In: Magazin Buchkultur, Wien, Nr. 39/1996, S. 19
- 1996 Warum Hercule Poirot ledig ist. In: Süddeutsche Zeitung, 23./24. November 1996
- 1997 Tatort Couch. In: Das Mordsbuch. Hrsg. Nina Schindler. Claassen, Hildesheim

### Kunstbücher
- 1993  Museum der Schatten. Text: Edith Kneifl. Mit Lithografien von Rainer Wölzl. Edition Thurnhof, Horn/Niederösterreich.

### Hörbücher
- 2007 Der Tod ist eine Wienerin. Gelesen von Monica Bleibtreu. Hörbuch Hamburg, Hamburg.

### Verfilmungen
- 2002[8] Ende der Vorstellung. Filmtitel: Taxi für eine Leiche. Regie: Wolfgang Murnberger

### Drehbücher für Film/Fernsehen
- 1999/2000 Triestiner Morgen. Gemeinsam mit Milian Dor
- 2000/2001 Ende der Vorstellung. Gemeinsam mit Wolfgang Murnberger